# Peugeot 908 HDi FAP
Peugeot 908 HDi FAP är en sportvagnsprototyp, tillverkad av den franska biltillverkaren Peugeot mellan 2007 och 2010.

## Peugeot 908 HDi FAP
Peugeot hade tävlat i sportvagns-VM med 905-modellen i början av 1990-talet och tagit den sista VM-titeln 1992, innan mästerskapet gick i graven. Efter trippelsegern på Le Mans 1993 drog sig företaget ur sportvagnsracingen, men det klassiska långdistansloppet har en särskild lockelse på franska biltillverkare och när Automobile Club de l'Ouest öppnade för dieselmotorer i Le Mans Prototyperna utvecklade Peugeot en ny bil.
Peugeot 908 HDi presenterades på Mondial de l'Automobile 2006. Hjärtat i bilen är en tolvcylindrig turbodiesel med 100° vinkel mellan cylinderbankarna. Den vida vinkeln är avsedd att sänka tyngdpunkten i den förhållandevis tunga motorn. 908:an har täckt kaross.
Bilen debuterade i Le Mans Series 2007. Sedan 2008 deltar man även i American Le Mans Series.
Vid Silverstone 1000 km 2008 visade Peugeot upp hybridversionen Peugeot 908 HY. Hybridsystemet har en kombinerad elmotor/generator på 60 kW, som ersätter den konventionella startmotorn. Vid inbromsningar laddas ett litiumjonbatteripaket. Elmotorn kan sedan användas för att ge extra kraft, eller ensam driva bilen i depån.

### Tekniska data

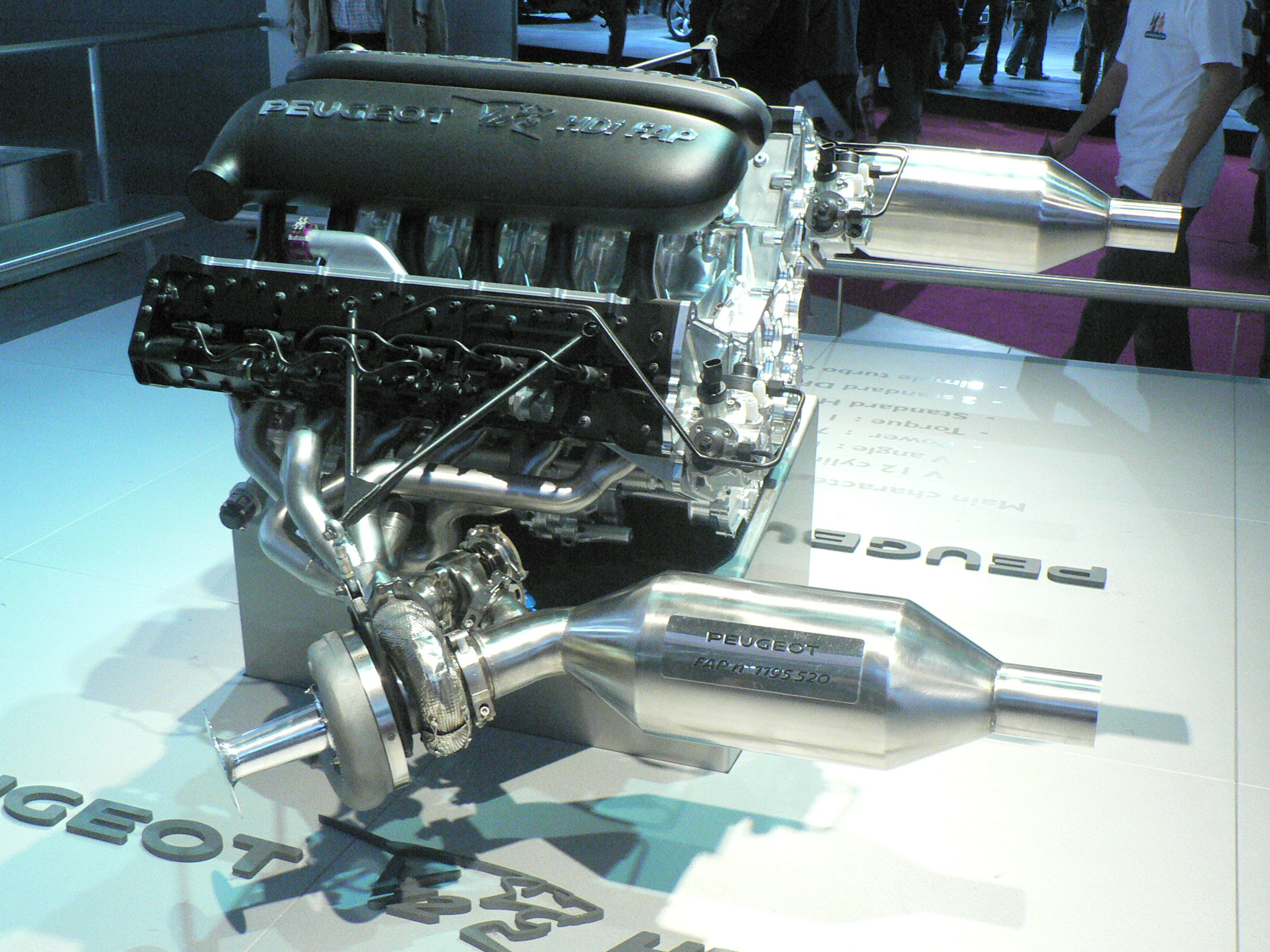
Den tolvcylindriga turbodieseln.

| Tekniska data    | Peugeot 908 HDi                                                       |
| ---------------- | --------------------------------------------------------------------- |
| Motor:           | 100° V12 turbodiesel                                                  |
| Cylindervolym:   | 5,5 l                                                                 |
| Max effekt:      | 700 hk                                                                |
| Max vridmoment:  | 1200 Nm                                                               |
| Ventilstyrning:  | Dubbla överliggande kamaxlar per cylinderrad, 4 ventiler per cylinder |
| Bränslesystem:   | Common rail direktinsprutning                                         |
| Växellåda:       | 6-växlad manuell                                                      |
| Hjulupphängning: | Dubbla tvärlänkar, skruvfjädrar                                       |
| Bromsar:         | Keramiska skivbromsar                                                 |
| Chassi & kaross: | Monocoque av kolfiber                                                 |
| Hjulbas:         | 295 cm                                                                |
| Torrvikt:        | 925 kg                                                                |

### Tävlingsresultat

#### Le Mans Series
Peugeot hade en blandad första säsong 2007, där stallets två bilar turades om att vinna respektive bryta alla sex loppen. Till slut lyckades bilen med Stéphane Sarrazin och Pedro Lamy vinna mästerskapstiteln och Sarrazin/Lamy delade på förartiteln. Bilen med Nicolas Minassian och Marc Gené slutade på tredje plats. 
Vid Le Mans 24-timmars 2007 slutade Sarrazin/Lamy, tillsammans med Sébastien Bourdais, tvåa efter en Audi R10.
Säsongen 2008 lyckades paret Minassian/Gené bättre än sina kollegor, men fick ändå se sig slagna av värste konkurrenten Audi.
Vid Le Mans-loppet fick Peugeot in tre bilar bland de fem främsta, men Audi knep återigen segern.
2009 nådde Peugeot sitt mål och tog en dubbelseger på Le Mans, med David Brabham, Marc Gené och Alexander Wurz i vinnarbilen, före Sébastien Bourdais, Franck Montagny och Stéphane Sarrazin.
Vid Le Mans 24-timmars 2010 hade Peugeotteamets 908:or poleposition samt 2:a, 3:e och fjärde startposition, man hade även snabbaste kvaltid men tillförlitlighetsproblem gjorde att ingen av de 4 deltagande Peugeot 908 bilarna, kom i mål. Vann gjorde Audi med en trippelseger med deras Audi R15 TDI.

#### American Le Mans Series
Till säsongen 2008 debuterade Peugeot-stallet i ALMS. Bilen har inte varit så framgångsrik på de kortare amerikanska banorna och har flera gånger fått se sig slagen av de mindre LMP2-bilarna.
Säsongen slutade med en tredjeplats i LMP1-klassen.